# Ladoga minor
Ladoga minor är en fjärilsart som beskrevs av Hüfnagel 1766. Ladoga minor ingår i släktet Ladoga och familjen praktfjärilar. Inga underarter finns listade i Catalogue of Life.